# Ahmed bin Mohammed Al-Issa
Ahmed bin Mohammed Al-Issa, né le 19 décembre 1960 à Al-Ghat, est un homme politique saoudien. Il est le ministre de l’éducation de l’Arabie saoudite du 15 décembre 2015 au 27 décembre 2018.

## Biographie

### Formation
En 1983, Ahmed bin Mohammed Al-Issa obtient une licence d’histoire de l’Université du Roi Saoud. En 1989, il intègre l’Université de Pennsylvanie où il obtient un master et un doctorat en philosophie dans l'éducation. En 2009, il suit un programme avancé en management et leadership à l’Université d’Oxford.

### Carrière dans l’éducation
Ahmed bin Mohammed Al-Issa commence sa carrière en 1990 comme doyen adjoint aux affaires éducatives à l’université de technologie de Riyad. De 1996 à 1997 il devient ensuite superviseur de l'Unité de développement des programmes d'études du département des affaires techniques des Universités. L’année suivante, il intègre à nouveau l’université de technologie de Riyad en qualité de doyen-adjoint, puis doyen de 1998 à 2001.
En 2002, Ahmed bin Mohammed Al-Issa devient conseiller à plein temps pour le projet de l’université d’Al Yamamah dont il devient le doyen de 2003 à 2008, puis directeur l’année suivante. En 2011, Ahmed bin Mohammed Al-Issa prend les fonctions de directeur général du département des études stratégiques à la Cour Royale.

### Ministre de l’éducation
Le 15 décembre 2015, Ahmed bin Mohammed Al-Issa est nommé ministre de l’éducation de l’Arabie Saoudite. Sous son mandat, le ministère de l'éducation fixe huit objectifs stratégiques dans le cadre du plan de transformation nationale 2020, grâce à la mise en œuvre de 36 initiatives  d'une valeur supérieure à 28 milliards de riyals saoudiens.
Le 1er août 2017, Irina Bokova, directrice générale de l’UNESCO, et Ahmed bin Mohammed Al-Issa signent deux accords visant à augmenter le nombre de chaires UNESCO dans les universités saoudiennes, et pour établir au sein de l'UNESCO un programme d'administrateurs auxiliaires.
Lors d’une visite officielle en Suède en septembre 2017, Ahmed bin Mohammed Al-Issa signe avec le ministre suédois de l'Enseignement supérieur et de la Recherche, Helene Hellmark Knutsson, un accord de coopération qui comprend 16 articles pour renforcer la coopération entre les deux pays.

## Autres mandats
- Depuis 2012: Vice-président du conseil d'administration des écoles de Riyad[3]
- Depuis 2012: Conseiller et membre du conseil d’administration de la Fondation MiSK[3]
- Depuis 2008 : Membre de University Quality Assurance International Board (UQAIB)[3]
- 2007-2009 : Membre du Conseil consultatif de l'éducation de l’Autorité Générale des Investissements
- 2004-2009 : Membre du conseil d'administration de la Commission nationale d'accréditation et d'évaluation Académique (NCAAA)
- 2005-2007 : Membre du comité d’investissement dans la région de la Médina
- 1997-2000 : Membre de l'équipe d'évaluation de l'éducation en Arabie saoudite
- 2000-2002 : Chef de l'équipe d'arbitrage sur du programme de sciences techniques pour les écoles secondaires
- 2000-2002 : Représentant officiel de l'Arabie saoudite à l'Assemblée générale de l'Association internationale pour l'éducation et la formation professionnelle
- 1997-2005 : Membre du comité de rédaction du Journal sur l’éducation et la psychologie

## Ouvrages
- L'enseignement supérieur en Arabie Saoudite : une quête d'identité, Dar Al Saqi Publishing, 2010
- Réforme de l'éducation en Arabie Saoudite : manque de vision politique, obsession culturelle religieuse et échec de la gestion de l'éducation, Dar Al Saqi Publishing, 2009
- Éducation en Arabie Saoudite : politiques, systèmes et avenir, Dar Ezzaytouna, 2005